# 柿木真澄
柿木 真澄 (かきのき ますみ、1957年4月23日 - ) は、日本の実業家。

## 人物
1980年東京大学法学部卒業後、丸紅入社。
執行役員、常務執行役員兼丸紅米国会社社長CEO、専務執行役員、副社長等を経て、2019年代表取締役社長、2025年4月代表取締役会長。2025年6月取締役会長。